# Galipea davisii
Galipea davisii là một loài thực vật có hoa trong họ Cửu lý hương. Loài này được Sandwith mô tả khoa học đầu tiên năm 1935.